# Padang Nangka
Padang Nangka is een bestuurslaag in het regentschap Bengkulu van de provincie Bengkulu, Indonesië. Padang Nangka telt 7250 inwoners (volkstelling 2010).